# Jouissance
En francés, jouissance significa «goce», que Lacan toma en términos tanto de derechos como de propiedad, como de orgasmo sexual. Este último tiene un significado del cual carece, parcialmente, la palabra inglesa «enjoyment».
El postestructuralismo ha desarrollado el último sentido de goce de manera compleja, para denotar un tipo de placer transgresor y excesivo vinculado a la división y escisión del sujeto involucrado.

## En el psicoanálisis lacaniano
Las ediciones en inglés de las obras de Jacques Lacan generalmente han dejado al término goce sin traducir para ayudar a transmitir su uso especializado. Lacan desarrolló por primera vez su concepto de una oposición entre el goce y el principio del placer en su Seminario «La ética del psicoanálisis» (1959-1960). Lacan consideró que «hay un goce más allá del principio del placer» vinculado a la pulsión parcial; un goce que obliga al sujeto a intentar constantemente transgredir las prohibiciones impuestas a su disfrute, a ir más allá del principio del placer. 
Sin embargo, según Lacan, el resultado de transgredir el principio del placer no es más placer, sino más bien dolor, ya que solo hay una cierta cantidad de placer que el sujeto puede soportar. Más allá de este límite, el placer se convierte en dolor, y este «principio doloroso» es lo que Lacan llama goce. Así, el goce es sufrimiento (ética), algo que puede estar relacionado con la influencia de la filosofía erótica de Bataille, y que se resume en el comentario de Lacan sobre «ese retraimiento que impone a cualquiera la proximidad del goce como tal con toda su carga de atroces promesas». Lacan también relacionó al goce con el complejo de castración, y con la agresión de la pulsión de muerte.
En su seminario «El reverso del psicoanálisis» (1969–1970), Lacan introdujo el concepto de «plus de goce» (en francés plus-de-jouir) inspirado en el concepto de plusvalía de Marx: consideró que el objet petit a es el exceso de goce que no tiene valor de uso y que persiste por mero goce.
Lacan consideró que el goce es esencialmente fálico, lo que significa que no se relaciona con el «Otro» como tal. Sin embargo, en su seminario «Aún» (1972–1973), Lacan introdujo la idea de un goce específicamente femenino, diciendo que las mujeres tienen «un goce adicional, suplementario respecto a lo que designa como goce la función fálica... un goce del cuerpo que está... Más allá del falo». Este goce femenino es inefable, ya que tanto las mujeres como los hombres pueden experimentarlo, pero no saben nada sobre él.

## En la filosofía y teoría literaria
El filósofo esloveno Slavoj Žižek, un conocido teórico lacaniano, ha adoptado el término en su filosofía; también puede verse en las obras, tanto conjuntas como individuales, de Gilles Deleuze y Félix Guattari, y juega un papel importante en los escritos de Julia Kristeva y Roland Barthes. 
En su libro sobre teoría literaria de 1973, El placer del texto, Barthes divide los efectos de los textos en dos: plaisir (traducido como «placer») y jouissance (goce). La distinción corresponde a otra distinción que hace Barthes entre textos «legibles» y «escribibles». Los textos de placer se corresponden con los textos legibles, que no desafían la posición del lector como sujeto. El texto escribible, por otra parte, proporciona felicidad, lo que explota los códigos literarios y permite que el lector se salga de su posición de sujeto. 
Para Barthes, plaisir es «un placer... vinculado al disfrute cultural y la identidad, al disfrute cultural de la identidad, a un movimiento homogeneizador del ego». Como lo expresa Richard Middleton, «Plaisir resulta, entonces, de la operación de las estructuras de significación a través de las cuales el sujeto se conoce a sí mismo; el goce fractura estas estructuras».

## En la teoría feminista
La escritora feminista francesa Hélène Cixous usa el término goce para describir una forma de placer o éxtasis sexual de las mujeres que combina aspectos mentales, físicos y espirituales de la experiencia femenina, bordeando la comunión mística: «la explosión, la difusión, la efervescencia, la abundancia... se complacen (jouit) en ser ilimitada». Cixous sostiene que el goce es la fuente del poder creativo de una mujer y que la supresión del goce impide que las mujeres encuentren su propia voz plenamente empoderada. El concepto de goce es explorado por Cixous y otros autores en sus escritos sobre Écriture féminine, una corriente de la teoría literaria feminista que se originó en Francia a principios de la década de 1970. 
Otras feministas han argumentado que la «histeria» freudiana es un goce distorsionado por la cultura patriarcal y dicen que el goce es un estado trascendente que representa la libertad de las linealidades opresivas. En su introducción a La mujer recién nacida de Cixous, la crítica literaria Sandra Gilbert escribe: «escapar de los lazos jerárquicos y así acercarse a lo que Cixous llama goce, que puede definirse como un cumplimiento del deseo virtualmente metafísico que va mucho más allá de la [mera] satisfacción... [Es una] fusión de lo erótico, lo místico y lo político».